# Таты (этническая группа крымских татар)
Горно-предгорные крымские татары (крымскотат. dağlı ve orta yolaq qırımtatarları), иногда именуемые как таты (крымскотат. tatlar) и крымские татары Средней полосы (крымскотат. orta yolaq qırımtatarları) — одна из трёх субэтнических групп в составе крымских татар, которые до депортации проживали на территории Крымских гор.

## Этногенез
Как пишут некоторые исследователи, горно-предгорные крымские татары являются потомками проживавших на территории Крыма готов. Как писал антрополог Г.И.Петров, у представителей данной субэтнической группы, в отличие от других, сохранились некоторые черты физического облика крымских готов, такие как высокий рост, светлая окраска волос, глаз и кожи. Другой же исследователь, М.Я. Чореф, указывал на связи с племенами черкессов, в частности, он обнаружил на башне Кыз-Куле, что располагается рядом с Черкес-Кермен, значительное количество черкесских тамг, говорящих о тесных связях этого района Крыма с Кавказом. Также указывали на сармато-аланский расовый комплекс, связанный с обитанием скифов и аланов и салтано-маяцкой культурой, широко распространённой в степях Восточной Европы вплоть до IX века. Интересно, что при изучении расположенных на противоположных берегах Печенежского водохранилища двух памятников VIII-X веков находились вещи, характерные для культуры как алан, так и протоболгар.
В IV веке в Причерноморские и Приазовские степи проникают тюркские племена в лице гуннов, протоболгар и хазар (позднее печенегов и половцев), которые ассимилировали аланское население, но одновременно с этим перенимали элементы культуры во многом потому, что по сравнению с тогдашней тюркской она была более развитой. Именно с хазарского периода начинается языковая ассимиляция населения Северного Причерноморья, в том числе и Крыма. Тем не менее, несмотря на переход на тюркский язык, сармато-аланский культурный комплекс сохранялся среди населения Крыма вплоть до начала XX века. О чем свидетельствовали заметки Вильгельма Рубрука и христианского миссионера Феодора.

## Язык
Говорят на среднем диалекте крымскотатарского языка, который относится к кыпчакской группе, но имеет большое количество огузизмов, а также заметное число слов арабского и греческого происхождений.

## Культура

### Традиционное питание
Таты занимались в основном скотоводством и садоводством (преимущественно выращиванием винограда), а также охотой и бортничеством. Под влиянием земледельческих народов традиционно употребляли в пищу мясо (шашлыки или шиш-кебаб, голубцы в виноградных листьях или долмасы, суп шорба и плов), молочные продукты, а также фрукты и овощи.

### Традиционная одежда
Под влиянием турок таты носили османский (или левантийский) тип костюма: мужчины носили туникообразную рубаху (кольмек, кулек), халат (знатные люди поверх носили халаты без рукавов или с очень короткими рукавами-буфами), расшитый золотом жилет, кушак, чалму (сарик) и широкие штаны (у мужчин – штан, у женщин – шальвар, туман), а женщины — приталенное платье (шамаладжа-антери) и кафтан (фередже). В XIX веке мужчины вместо халата стали носить куртку (мийтан, елек, камзол), вместо чалмы — феску или каракулевую шапку (калпак, бьорк) с суконной круглой красной вставкой в центре дна (тупелик, тепели); женщины же носили распашное платье (антер) с облегающим лифом, глубоким вырезом и широкой юбкой с приподнятыми жёсткими боками (джабу) и коленчатым запахом налево, расшитыми нагрудником (кокслюк) и нарукавниками (кьапак). В зависимости от возраста, молодые носили платья длиной до колен, женщины среднего возраста — до середины икры, а пожилые женщины — до щиколоток. Молодые девушки заплетали волосы в мелкие косички, скреплённые серебряным амулетом, а женщины подстригали у висков пряди (зюлюф). Как и подобает женщинам мусульманских народов до XX века, выходя на улицу, женщины закрывали лицо сеткой из конского волоса.

### Традиционное жилище
Таты строили каменные, часто белёные дома с плоскими и тесно примыкающими друг к другу при помощи террас крышами, из одного и двух этажей, которые соединялись внутренней или наружной лестницей; а по периметру шли верхняя (софа) и нижняя галереи, опирающиеся на столбы с резными капителями (каптель).